# 塞尼卡 (內布拉斯加州)
塞尼卡（英語：Seneca）是位於美國內布拉斯加州托馬斯縣的普查規定居民點。此地原為托馬斯縣的村，2014年被除名。

## 歷史
塞尼卡的郵局自1888年營運至今。

## 人口
根據2020年美國人口普查的數據，塞尼卡的面積為0.76平方千米，皆為陸地。當地共有人口49人，而人口密度為每平方千米64.47人。